# Razif Sidek
Razif Sidek (född 29 maj 1962) är en idrottare från Malaysia som tog brons i badminton tillsammans med Jalani Sidek vid olympiska sommarspelen 1992 i Barcelona.